# Rubelles
Rubelles ist eine französische Gemeinde mit 3450 Einwohnern (Stand 1. Januar 2022) im Département Seine-et-Marne in der Region Île-de-France. Sie gehört zum Arrondissement Melun und zum Kanton Melun.

## Bevölkerungsentwicklung
| Jahr      | 1962 | 1968 | 1975 | 1982 | 1990 | 1999 | 2007 |
| Einwohner | 356  | 451  | 742  | 1822 | 1753 | 1653 | 1830 |

## Sehenswürdigkeiten
Siehe auch: Liste der Monuments historiques in Rubelles
- Kirche Saint-Nicolas, erbaut im 13. Jahrhundert
- Schloss Rubelles, erbaut Anfang des 17. Jahrhunderts (Monument historique)